# Littorina obtusata
Littorina obtusata és una espècie de gastròpode marí de la família Littorinidae. Habita allà on creixen les algues brunes marines. Es troba a la mar Bàltica, en aigües europees de Noruega fins al sud d'Espanya, al Mar Mediterrani, i al nord-oest de l'oceà Atlàntic vorejant el golf de Maine. La closca més grossa registrada tenia una longitud de 13,5 mm.
Es pot trobar a la zona sublitoral i a les costes rocoses i molls, en general sobre les algues brunes del gènere Fucus. La profunditat mínima registrada és de 0 m i la màxima, de 110 m. L'hàbitat defineix el seu color: a les costes més arrecerades, té un color més clar i uniforme (groc, marró, taronja o verd oliva). A les costes més exposades, el seu color és més fosc i a quadres.